# Монстр в Париже
«Монстр в Париже» (фр. Un monstre à Paris) — французский компьютерный полнометражный мультфильм 2011 года. Премьерный показ состоялся во Франции на кинофестивале фр. Festival du film francophone d'Angoulême 28 августа 2011 года, в России — показ на широком экране с 29 декабря 2011 года в форматах трёхмерном и классическом двухмерном.

## Сюжет
1910 год, Париж, Сена выходит из берегов. Эмиль работает киномехаником в кинотеатре и влюблён в свою сотрудницу Мод, которой он не осмеливается признаться в своих чувствах. Рауль — друг Эмиля, любознательный изобретатель-самоучка и курьер, разъезжающий на своей любимой усовершенствованной машине.
Однажды вечером Рауль в сопровождении Эмиля осуществляет доставку одному гениальному изобретателю, вместо которого груз получает умная обезьяна Чарли. Рауль, пользуясь случаем, попадает в лабораторию и оранжерею к учёному. Рауль изучает предметы, находящиеся в лаборатории, и находит несколько разработок изобретателя. Одна из них — смесь, от которой Чарли получает голос оперной певицы, а вторая — средство для роста. Затем в лаборатории происходит взрыв. Пострадавших нет, но Эмиль убежден, что увидел некое существо неизвестной природы. Через несколько дней, прочитав газеты, друзья с ужасом понимают, что монстр существует, и они несут ответственность за его появление.
Это происшествие в своих целях немедленно использует комиссар Мэйнот, который обещает спасти город от чудовища, раз уж он не смог уберечь его население от наводнения. Также комиссар рассчитывает на благосклонность певицы кабаре Люсиль, в которую влюблён. Ночью на улице Люсиль встречается с монстром лицом к лицу, им оказывается разумная человекоподобная блоха, которая после взрыва в лаборатории выросла до гигантских размеров. Вскоре Люсиль понимает, что монстр не опасен и, кроме того, он оказался самым настоящим виртуозом: блоха отлично поет, танцует и быстро обучается играть на гитаре. Люсиль нарекает его Франкуром, в честь улицы, на которой произошла их первая встреча. Франкур начинает выступать вместе с Люсиль, но вскоре открывается и происхождение монстра, и причина его появления на свет.
Рауль и Эмиль решают поучаствовать в спасении огромного, но безобидного чудовища. Мэйнот устраивает безумную гонку по Парижу. Затем Франкур превращается обратно в блоху. Люсиль безутешна, но вскоре она обнаруживает, что по-прежнему слышит голос бывшего чудовища: Франкур-блоха теперь живёт в её волосах прямо около уха. Люсиль сообщает об этом Раулю, после чего он вместе с обезьяной Чарли отправляется к профессору за новой формулой, благодаря которой Франкур снова становится большим. Играет финальная песня, в своих чувствах признаются друг другу Рауль и Люсиль.
В сцене после титров Мэйнот и брат Люсиль Альберт, работавший в кабаре официантом, сидят в одной тюремной камере в компании безымянного усатого заключённого. Альберт фальшиво поёт песню вместе с этим сокамерником, а Мэйнот кричит от раздражения.

## Роли озвучивали
Описание и характеристики персонажей даны в соответствии с информацией на официальном сайте мультфильма
- Матье Шедид — Франкур. Блоха, ныне превратившаяся в двухметровое чудовище с красными глазами. Несмотря на ужасающую внешность, обладает мягким характером, замечательными вокальными данными и талантом музыканта-гитариста.
- Ванесса Паради — Люсиль. Певица кабаре, темпераментная красавица, которую тётя желает выдать замуж не по любви, а по расчёту, но Люсиль слишком ценит свободу и искренние чувства.
- Гад Эльмалех — Рауль. Красавчик, хвастун, изобретатель. С детства знаком с Люсиль, питает к ней глубокие чувства, но внешне их общение сводится к шуткам и взаимным «подколкам». Имеет имя персонажа романа «Призрак Оперы».
- Франсуа Клюзе — Мэйнот. Главный антагонист мультфильма. Комиссар полиции, честолюбивый карьерист, имеет планы стать мэром Парижа, поэтому тётя Люсиль, Карлотта, желает выдать за него замуж свою племянницу.
- Себастьян Дежу[фр.] — Эмиль. Владелец маленького кинотеатра, сам там же работает киномехаником. Застенчивый, неуклюжий, мечтательный, но всегда готов прийти на помощь.
- Людивин Санье — Мод. Билетёрша в кинотеатре Эмиля и его возлюбленная.
- Мэттью Геци — Альберт. Брат Люсиль. Угрюмый и хамоватый официант кабаре. Подслушивая разговор главных героев в гримерной Люсиль, узнал, что они укрывают монстра там. Пытался сдать Франкура Мэйноту. Но полиция, не обнаружив монстра, арестовывает официанта за якобы ложные показания.
- Боб Балабан — Пате. Немногословный и спокойный инспектор полиции. Правая рука Мэйнота. Изначально был предан своему боссу и преследовал вместе с ним Франкура, который мешал Мэйноту занять пост мэра Парижа. Но ближе к концу мультфильма инспектор берёт сторону монстра и арестовывает Мэйнота, говоря, что в монстре Франкуре было больше человечности, чем в Мэйноте. Вероятно, после этого Пате сам стал комиссаром.

| Английская версия - Шон Леннон — Франкур - Ванесса Паради — Люсиль - Адам Голдберг — Рауль - Джей Харрингтон — Эмиль - Дэнни Хьюстон — Мэйнот - Боб Балабан — инспектор Пате - Мэйделин Зима — Мод - Кэтрин О’Хара — мадам Карлотта - Мэттью Геци — официант Альберт | Русский дубляж - Ирина Киреева — Люсиль - Василий Дахненко — Рауль - Диомид Виноградов — Эмиль - Владимир Антоник — Мэйнот - Никита Прозоровский — инспектор Пате - Василиса Воронина — Мод - Екатерина Африкантова — мадам Карлотта - Андрей Чижов — официант Альберт |